# Schwarzenburg (Heideblick)
Schwarzenburg ist ein Ortsteil der Gemeinde Heideblick im brandenburgischen Landkreis Dahme-Spreewald.

## Geschichte

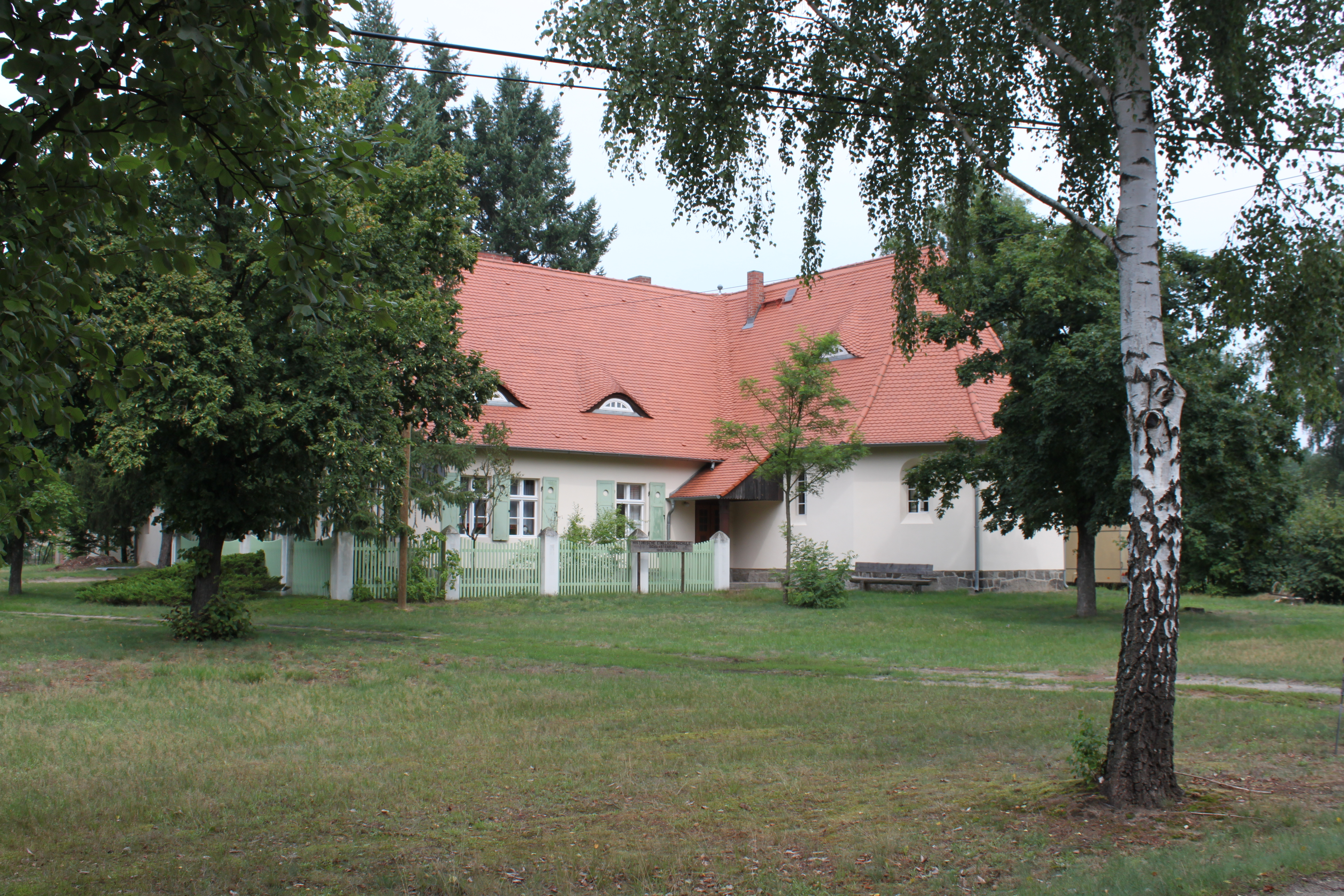
Einraumschule mit Gebetsraum und Lehrerwohnung, heute Museum

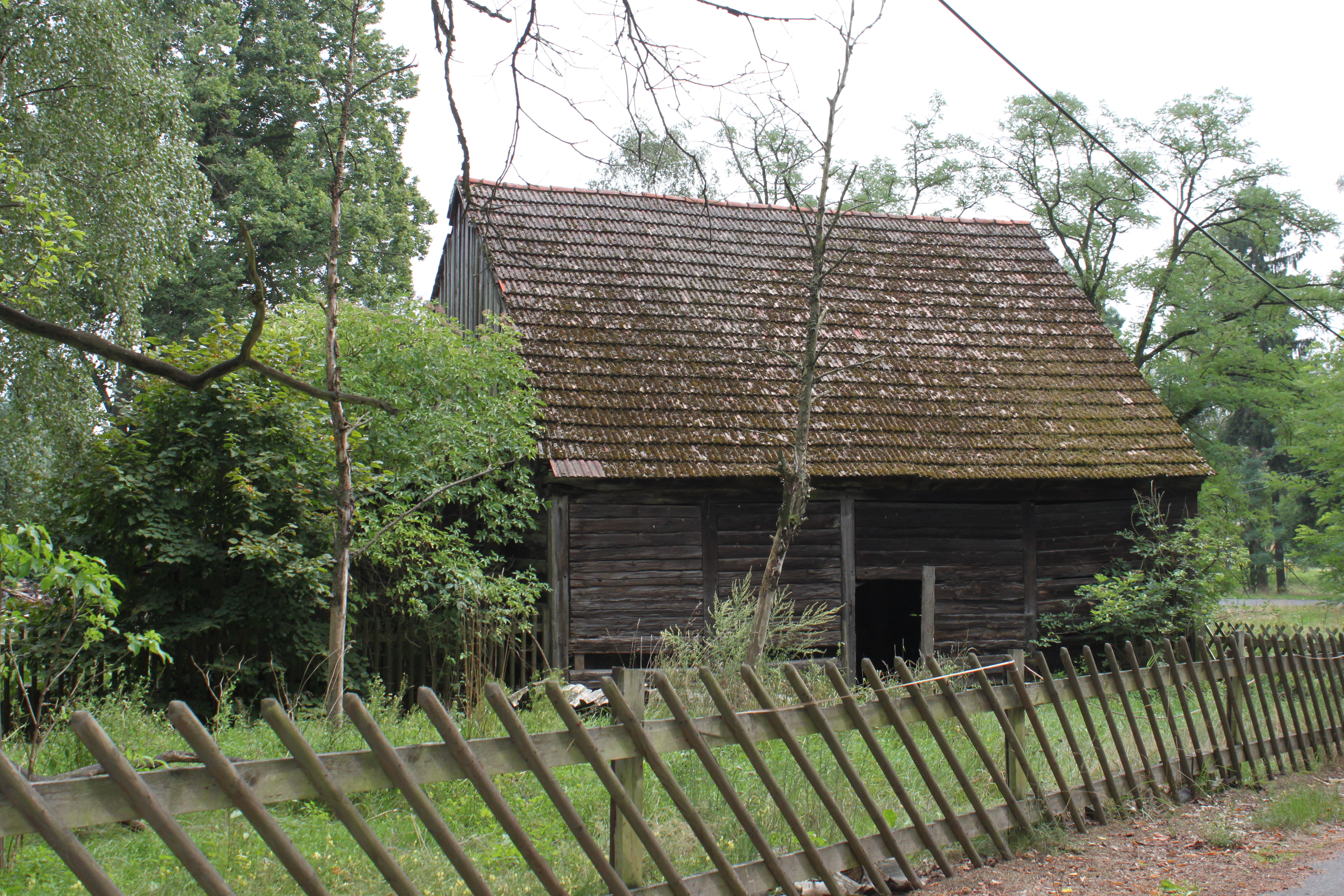
Holzscheune an der alten Försterei

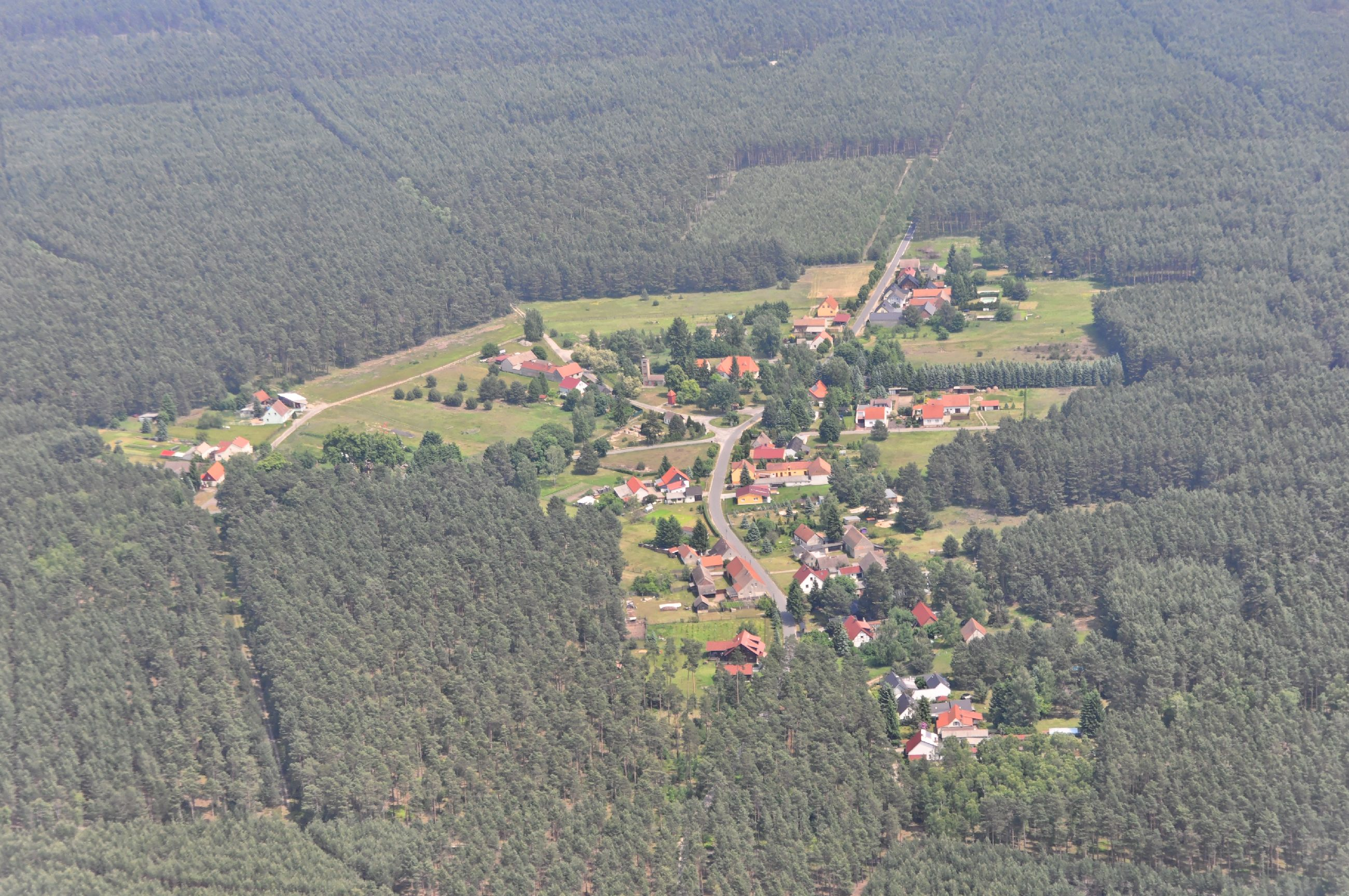
Luftaufnahme von Schwarzenburg

Schwarzenburg wurde 1615 erstmals urkundlich als ein wuster Acker neben der Rochischen Heyde am schwartzen Berge liegend beschrieben. Der Name bezeichnete eine Siedlung am Schwarzen Berg, wobei im Laufe der Zeit aus -berg -burg wurde. 1554 findet sich der Hinweis, dass der Ort (die schwarze Schäfferey) geraume Zeit wüst gelegen haben muss. Weitere Schreibweisen waren 1730 Vorwerk Schwartzburg und 1733 Schwarzenburg. 1823 werden dann die Schwarzenburg, Schwarzenberg oder die schwarze Schäferei genannt. Schwarzenburg war ein kursächsisches Vorwerk des Amtes Schlieben, auf dem Schafzucht betrieben wurde. Im Volksmund erklärte man sich den Ortsnamen so, dass in Schwarzenburg nur schwarze Schafe, in Weißenburg nur weiße Schafe gezüchtet wurden. Der Ort war in Proßmarke eingepfarrt. Später ging das Gut in Privatbesitz über, bis es vom Fiskus aufgekauft und eine Försterei eingerichtet wurde. Im Jahr 1830 erhielt Schwarzenburg vom König Friedrich Wilhelm III. eine eigene Schule, die im Gebäude einer alten Blechlöffelfabrik eingerichtet wurde. In diesem Gebäude wurde auch ein Gebetsraum eingerichtet, in dem der Lehrer alle zwei Wochen Betstunde zu halten hatte. Zudem wurden in diesem Raum auch Taufen und Trauerfeiern abgehalten, wozu jedoch der Pfarrer von Proßmarke die Küstergeschäfte verrichtete. 1909 entstand ein Schulneubau mit Betsaal an gleicher Stelle, der bis 1972 als Schule genutzt wurde. 1912 hatte Schwarzenburg etwa 166 Einwohner.
Von 1816 bis 1952 gehörte Schwarzenburg zum preußischen Landkreis Schweinitz.
Heute ist in der alten Schule ein Schulmuseum eingerichtet, das nach Voranmeldung besichtigt werden kann. Das Gebäude mit Einklassenraum, Betsaal und Lehrerwohnung steht unter Denkmalschutz und gilt als einzigartig in Brandenburg. Der Heimatverein Schwarzenburg e. V. betreut das Schulmuseum, bietet Führungen durch das Gebäude an und Veranstaltungen zu diversen kulturellen und heimatkundlichen Themen. Darüber hinaus ist der Betsaal des Schulmuseums ein Trauort des Standesamtes der Gemeinde Heideblick.
Im Ort konnte man bis vor kurzem die alte Försterei und eine alte Scheune besichtigen, jedoch wurde das Fachwerkhaus der Försterei bei einem Brand zerstört.
Am 1. Januar 1974 wurde der Ort nach Walddrehna eingemeindet. Heute ist Schwarzenburg wieder ein eigenständiger Ortsteil der Gemeinde Heideblick und nicht mehr Waldrehna zugehörig.